# 단고공 로베르

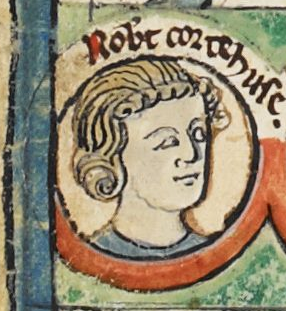

노르망디의 로베르 2세(Robert II de Normandie, 1051년 – 1134년 2월)는 정복자 윌리엄의 장남으로 1087년에 그의 아버지를 이어 노르망디 공작으로 계승하여 1106년까지 통치했다. 로버트는 또한 영국 왕국의 왕좌에 실패한 주장자였다. 단고공("Curthose", 커토스)라는 별칭은 노르만 프랑스어 단어 courtheuse '짧은 스타킹' 혹은 "짧은 바지"에서 유래했으며 분명히 그의 아버지가 로버트에게 준 별명에서 유래되었다. 연대기 작가인 맘스베리의 윌리엄과 오더릭 비탈리스는 정복자 윌리엄이 조롱적으로 로버트 브레비스-오크레아("짧은 부츠")라고 불렀다고 보고했다.